# Rafał Erdmański
Rafał Erdmański (ur. 25 lutego 1981) – polski lekkoatleta specjalizujący się w skoku o tyczce, medalista mistrzostw Polski, reprezentant Polski.

## Życiorys
Był zawodnikiem Zawiszy Bydgoszcz.
Na mistrzostwach Polski seniorów wywalczył jeden medal w skoku o tyczce: brązowy w 2000. W tej samej konkurencji zdobył też dwa medale halowych mistrzostw Polski seniorów: srebrny w 2001 i brązowy w 2002.
Reprezentował Polskę na mistrzostwach świata juniorów w 2000, gdzie odpadł w eliminacjach skoku o tyczce, z wynikiem 5,00.
Rekord życiowy w skoku o tyczce: 5,20 (6.08.2000).